# Cédric Collet
Cédric Collet (ur. 7 marca 1984 w Brétigny-sur-Orge) – francuski piłkarz pochodzenia gwadelupskiego występujący na pozycji pomocnika.

## Kariera klubowa
Cédric Collet rozpoczął zawodową karierę w 2002 roku w występującym w Ligue 1 klubie CS Sedan. Z Sedanem spadł do Ligue 2 w 2003. W latach 2004–2005 występował w trzecioligowym SO Romorantin. W latach 2005–2007 był zawodnikiem trzecioligowym Tours FC. Z Tours awansował do Ligue 2 w 2006. W latach 2007–2008 był zawodnikiem drugoligowego Stade Brestois 29.
W sezonie 2008-2009 występował w pierwszoligowym belgijskim klubie RAEC Mons. W Mons zadebiutował 24 sierpnia 2008 w wygranym 3-1 meczu z KRC Genk. W 2009 przeszedł do innego belgiskiego klubu Standardu Liège. W Standardzie zadebiutował 15 sierpnia 2009 wygranym 5-1 wyjazdowym meczu z KSV Roeselare. W 2010 powrócił do Francji i został zawodnikiem trzecioligowego AS Beauvais Oise.
| Sezon   | Klub              | Kraj    | Rozgrywki     | Mecze | Bramki | Rozgrywki Europy | Mecze | Bramki |
| ------- | ----------------- | ------- | ------------- | ----- | ------ | ---------------- | ----- | ------ |
| 2002/03 | CS Sedan B        | Francja | CFA           | 20    | 6      | –                | –     | –      |
| 2002/03 | CS Sedan          | Francja | Ligue 1       | 1     | 0      | –                | –     | –      |
| 2003/04 | CS Sedan          | Francja | Ligue 2       | 1     | 0      | –                | –     | –      |
| 2004/05 | SO Romorantin     | Francja | National      | 32    | 4      | –                | –     | –      |
| 2005/06 | Tours FC          | Francja | National      | 29    | 3      | –                | –     | –      |
| 2006/07 | Tours FC          | Francja | Ligue 2       | 31    | 1      | –                | –     | –      |
| 2007/08 | Stade Brestois 29 | Francja | Ligue 2       | 21    | 2      | –                | –     | –      |
| 2008/09 | RAEC Mons         | Belgia  | Eerste klasse | 29    | 2      | –                | –     | –      |
| 2009/10 | Standard Liège    | Belgia  | Eerste klasse | 3     | 0      | –                | –     | –      |
| 2010/11 | AS Beauvais Oise  | Francja | National      | 9     | 0      | –                | –     | –      |
| 2011/12 | Stade de Reims    | Francja | Ligue 2       | 9     | 0      | –                | –     | –      |
| 2012/13 | Stade de Reims    | Francja | Ligue 1       | –     | –      | –                | –     | –      |

Stan na: 23 czerwca 2012 r.

## Kariera reprezentacyjna
W reprezentacji Gwadelupy Collet zadebiutował w 2008. W 2011 uczestniczył w Złotym Pucharze CONCACAF. Na turnieju wystąpił w dwóch meczach z Panamą i USA.